# گل‌میر (هیرمند)
گل‌میر یک روستا در ایران است که در شهرستان هیرمند استان سیستان و بلوچستان واقع شده‌است. گل‌میر ۳۶ نفر جمعیت دارد.

## جمعیت
این روستا در دهستان مارگان قرار دارد و براساس سرشماری مرکز آمار ایران در سال ۱۳۸۵، جمعیت آن ۳۶ نفر (۸ خانوار) بوده‌است.